# Vilanova de les Escaldes
Vilanova de les Escaldes (['bilə'noβə(ðələzəs'kaldəs)], estàndard ['bilə'nɔβə(ðələzəs'kaldəs)], Villeneuve, oficialment en francès) és un poble i territori (fins al 1973 fou comuna independent) del terme comunal d'Angostrina i Vilanova de les Escaldes, a la comarca nord-catalana de l'Alta Cerdanya.
El poble és a la dreta del riu d'Angostrina, en el coster que es troba a la dreta d'aquest curs d'aigua i a l'esquerra de la Ribereta, a prop al sud-oest d'Angostrina, amb la qual forma ja quasi un contínuum urbà.

## Etimologia
Segons explica Joan Coromines, el topònim Vilanova de les Escaldes, antigament Vilanova de les Caldes, consta de dues parts diferenciades. La més antiga és la segona, les Escaldes, té l'origen en la font d'aigües termals existent en el lloc, ja coneguda des dels temps de la romanització. D'aquæ calidæ, en acusatiu plural aquas calidas, deriva Caldes, que apareix reforçat per es-, procedent de l'article determinat, com és el cas d'altres mots comuns catalans: estovalles/tovalles, estisores/tisores, etc.
En el seu entorn sorgí una petita població, al sud de la qual anà formant-se'n una de nova més gran: la Vila nova de la primera part del topònim, Es tracta, per tant, d'un topònim d'origen llatí, segons el mateix Joan Coromines.

## Geografia
L'antic terme independent de Vilanova de les Escaldes, de tan sols 3,43 km², representa el 4,1% de la superfície del terme al qual pertany actualment. Es tracta d'una franja estreta ajustada al límit occidental del terç inferior del terme actual, a la vall de la Ribereta. Era un terme bàsicament pla, emmarcat al nord i a llevant per una petita serralada de poc més d'entre 100 i 150 metres més elevat que el fons de la vall.
Els dos pobles que formaven el terme, les Escaldes i Vilanova de les Escaldes, són tots dos a l'esquerra de la Ribereta, molt a prop del fons de la vall. El poble de Vilanova de les Escaldes es troba a 1.300 metres d'altitud, i el de les Escaldes, a quasi 1.400. El punt més alt de l'antic terme és a 1.550.

### Vilanova de les Escaldes
El poble principal és un petit nucli urbà agrupat a l'entorn de l'església parroquial de Sant Iscle i Santa Victòria de Vilanova de les Escaldes. No es tracta d'un poble que formi un nucli tancat o murallat, sinó de cases situades prop de l'església parroquial i del seu cementiri. Modernament aquest nucli ha crescut cap al nord i el nord-est, costat pel qual pràcticament s'enllaça amb el d'Angostrina.

### Les Escaldes
Es tracta d'un petit poble sorgit a l'entorn de les antigues termes romanes, ampliat sobretot pels establiments termals que s'hi construïren.

## Història
El poblament de Vilanova de les Escaldes data de molt antic: a la zona del Caos de Vilanova hi ha diversos jaciments de l'època del Neolític. D'altra banda, les termes de les Escaldes són d'origen romà.
Vilanova és esmentada per primer cop en el testament del comte de Cerdanya Miró II, amb data del 13 de juny del 925. En aquest document, Miró II llega Vilanova a la seva filla natural Goldregot, que va tenir amb Virgília, filla del comte d'Empúries Delà. Goldregot esdevindria poc després comtessa de Pallars. Consta en el segle xii la senyoria de Vilanova, que estava en mans dels Urtx.
El 1772 el rei va concedir al professor de la Universitat de Perpinyà Joseph Barthélémy François Carrère el privilegi d'explotació de les aigües minerals de les Escaldes, tot i que el projecte no va reeixir.

### Batlles
| Alcalde             | Període     |
| ------------------- | ----------- |
| Antoine Maury       | 1792 - 1793 |
| Hyacinthe Margaill  | 1793 - 1795 |
| Antoine Maury       | 1795 - 1803 |
| Hyacinthe Margaill  | 1803 - 1816 |
| Antoine Maury       | 1816 - 1828 |
| Antoine Merlat      | 1828 - 1830 |
| Jean-Pierre Palou   | 1830 - 1831 |
| Étienne Fabre       | 1831 - 1839 |
| Jean-Pierre Palou   | 1839 - 1840 |
| Hyacinthe Soler     | 1840 - 1844 |
| François Soler      | 1844 - 1860 |
| Guillaume Fabre     | 1860 - 1869 |
| Emmanuel Maury      | 1869 - 1871 |
| Guillaume Fabre     | 1871 - 1874 |
| François Soler      | 1874 - 1878 |
| Guillaume Fabre     | 1878 - 1881 |
| Bonaventure Colomer | 1881 - 1888 |
| Antoine de Maury    | 1888 - 1896 |
| Michel Arnaud       | 1896 - 1900 |
| Antoine de Maury    | 1900 - 1925 |
| Jean Maury          | 1925 - 1935 |
| Henry Panisse       | 1935 - 1937 |
| Joseph Marty        | 1937 - 1945 |
| Guillaume Fabre     | 1945        |
| Henri Faubre        | 1945 - 1953 |
| Jacques de Maury    | 1953 - 1973 |

## Demografia

### Demografia antiga
La població està expressada en nombre de focs (f) o d'habitants (h)
| 14 f | 16 f | 12 f | 8 f | 11 f | 19 f | 19 f | 141 h | 30 f | 134 h |

(Fonts: Pélissier, 1986.)

### Demografia contemporània
| Evolució de la població |      |      |      |      |      |      |      |      |
| 1793                    | 1794 | 1796 | 1800 | 1804 | 1806 | 1820 | 1826 | 1831 |
| 119                     | 134  | 92   | 59   | 104  | 152  | 159  | 166  | 186  |

| 1836 | 1841 | 1846 | 1851 | 1856 | 1861 | 1866 | 1872 | 1876 |
| ---- | ---- | ---- | ---- | ---- | ---- | ---- | ---- | ---- |
| 200  | 190  | 197  | 176  | 190  | 160  | 157  | 147  | 158  |

| 1881 | 1886 | 1891 | 1896 | 1901 | 1906 | 1911 | 1921 | 1926 |
| ---- | ---- | ---- | ---- | ---- | ---- | ---- | ---- | ---- |
| 136  | 133  | 141  | 127  | 126  | 121  | 103  | 181  | 222  |

| 1931 | 1936 | 1946 | 1954 | 1962 | 1968 |
| ---- | ---- | ---- | ---- | ---- | ---- |
| 234  | 326  | 569  | 664  | 613  | 287  |